# Nazionale di sci alpino del Canada
La nazionale di sci alpino del Canada è la squadra nazionale che rappresenta il Canada in tutte le manifestazioni dello sci alpino, dalle Olimpiadi ai Mondiali, dalla Coppa del Mondo alla Nor-Am Cup.
Raggruppa tutta gli sciatori di nazionalità canadese selezionati dagli appositi organi ed è posta sotto l'egida della Federazione sciistica del Canada (Canadian Snowsports Association/Association canadienne des sports d'hiver); è divisa in una squadra maschile e in una femminile, a loro volta articolate su vari livelli; sono inoltre previste squadre giovanili, che prendono parte ai Mondiali juniores e alle altre manifestazioni internazionali di categoria.

## Storia

### I Crazy Canucks
Durante gli anni settanta e ottanta del XX secolo emerse un gruppo di velocisti conosciuto con il nome di "Crazy Canucks" (in italiano "Canadesi pazzi"). Celebri per la spregiudicatezza con la quale affrontavano le gare di discesa libera, Dave Irwin, Dave Murray, Steve Podborski e Ken Read si ritagliarono un ruolo importante all'interno del circuito della Coppa del Mondo, dominato fino a quel momento da atleti europei. Talvolta al gruppo viene associato anche Todd Brooker, di qualche anno più giovane ma che comunque gareggiò nello stesso periodo.
Il prologo dei Crazy Canucks viene fatto risalire al bronzo in combinata vinto a Sapporo 1972 da Jim Hunter. Nel dicembre 1975 Read fu il primo nordamericano e il secondo non europeo, dopo l'australiano Malcolm Milne, a imporsi in una discesa libera di Coppa del Mondo. Negli anni in cui furono attivi, questi sciatori riuscirono a imporsi in quattordici discese di Coppa.
I Crazy Canucks sono stati omaggiati da vari riconoscimenti: nel 2006 sono stati ammessi come gruppo nella Canada's Walk of Fame (unico altro rappresentante dello sci alpino fino a quel momento era Nancy Greene) e nel 2004 è stato prodotto in Canada un film tv intitolato Crazy Canucks basato sulle vicende della squadra.

### Anni novanta e duemila
A partire dagli anni 90 si sono distinti atleti come Ed Podivinsky, Allison Forsyth, John Kucera ed Erik Guay.